# Aljosha Konter

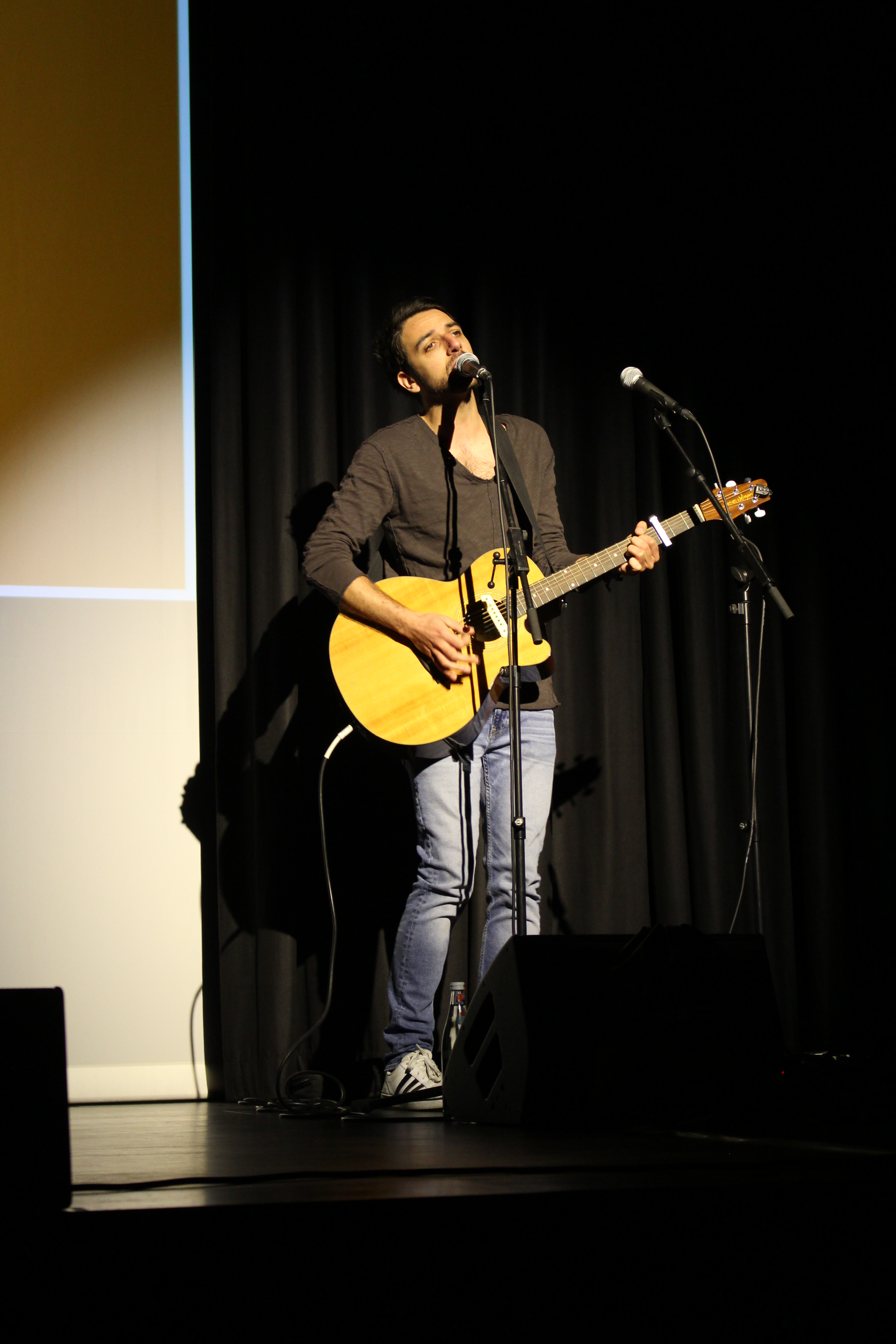
Aljosha Konter (2019)

Aljosha Konter (* 25. Juli 1989 in Rheinfelden) ist ein deutscher Gitarrist, Sänger und Songschreiber. Er selbst beschreibt sein eigenes Musik-Genre als Liebemacher-Pop.

## Leben
Aljosha Konter kam als jüngstes von insgesamt fünf Kindern in Rheinfelden zur Welt. Er wuchs in mehreren Ortschaften am Hochrhein nahe der Schweizer Grenze auf. Seit 2013 lebt er in Stuttgart.

## Musikkarriere
Im Dezember 2003 besuchte Aljosha Konter ein Konzert der Band Die Ärzte und beschloss, Musiker zu werden. Nach ersten eigenen Bandformationen gründete er 2008 die Band der joshi und seine crew. Im selben Jahr gewann diese den Hochrhein Band Contest. Die Kapellenformation spielte noch bis einschließlich 2017 Konzerte. Eine Bandauflösung gab es offiziell nie. 2010 lieh Aljosha seine Stimme der Dortmunder Werbekampagne Herzvorkommen, bevor er 2012 den Titelsong Fühl den Beat für den mehrfach ausgezeichneten 3D-Film Tanzt! schrieb.

## Musikprojekt „Aljosha Konter“
Im Jahr 2014 gründete Konter das Musikprojekt Aljosha Konter. In den folgenden Jahren brachte er vier CDs heraus, trat in verschiedenen deutschen Fernsehsendungen auf, schaffte es in die deutschen Radioplaylisten, gewann einige Musikpreise und spielte über 800 Konzerte unter dem Namen Aljosha Konter. Nach eigenen Angaben habe er „The Voice of Germany“ abgesagt, weil er sich mit Castingshows nicht identifizieren könne.

## Diskografie

### Aljosha Konter
- Weil das Auge mitlauscht, LP (2022)[17]
- Um mehr als zu hören, EP (2018)[18]
- Mit dem Teddy nach Boston, EP (2016)[19]
- Unterwegs, EP (2014)[20]

### der joshi und seine crew
- Elefant im Keller!?!, LP (2012)[21]

### der joshi
- Das bin dann wohl ich, LP (2007)[22]